# Seznam genealogického softwaru
Toto je seznam vybraných klientských genealogických programů.

## Základní informace
| Software                                                                              | Poslední verze                    | Poslední vydání                  | Zdarma | Svobodný software | Softwarová licence | Windows     | OS X    | Linux   | Android | iOS |
| ------------------------------------------------------------------------------------- | --------------------------------- | -------------------------------- | --- | ----------------- | ------------------ | ----------- | ------- | ------- | ------- | --- |
| Agelong Tree                                                                          | 6.0.1                             | 2025-03-20                       | · (Shareware - zdarma 40 osob)                                                                                         | Ne                | Proprietární       | Ano         | Ano     | Ano     | Ne      | Ne  |
| Ages!                                                                                 | 2.2                               | 2025-05-05                       | · (Shareware zdarma)                                                                                                   | Ne                | Proprietární       | Ano         | Ne      | Wine[b] | Ne      | Ne  |
| Ahnenblatt                                                                            | 2.92                              | 2015-12-14                       | Ano | Ne                | Proprietární       | Ano         | Ne      | Wine[b] | Ne      | Ne  |
| Aldfaer                                                                               | 6.1                               | 2015-03-01                       | Ano | Ano               | Freeware           | Ano         | Ne      | Wine[b] | ?       | ?   |
| Ancestral Quest                                                                       | 14.0.26                           | 2015-04-08                       | · (Základní verze) | Ne                | Proprietární       | Ano         | Ne      | Wine[b] | Ne      | Ne  |
| Ancestris                                                                             | 0.8.0                             | 2015-03-18                       | Ano | Ano               | GNU GPL            | Java[a]     | Java[a] | Java[a] | ?       | ?   |
| Ancestrologie                                                                         | 2015.1995 - Base 5.131            | 2015-03-31                       | Ano | Ano               | Freeware           | Ano         | Ne      | Wine[b] | Ne      | Ne  |
| Ancestry                                                                              | 1.0.21.86                         | 2013 (vývoj ukončen)             | Ano | ?                 | Freeware           | Ano         | Ne      | ?       | Ne      | Ne  |
| BegatAll Genealogy Chronicles                                                         | Release 6                         | 2014-02-17                       | · (Shareware - 1 den zdarma)                                                                                           | Ne                | Proprietární       | Metro UI[c] | Ne      | Ne      | Ne      | Ne  |
| Brother's Keeper                                                                      | 7.1.7                             | 2015-10-29                       | · (Nereg. verze) | Ne                | Shareware          | Ano         | Ne      | Wine[b] | Ne      | Ne  |
| Family Historian                                                                      | 6.04                              | 2015-03-23                       | (Shareware - 30 dní zdarma)                                                                                            | Ne                | Proprietární       | Ano         | Ne      | Wine[b] | Ne      | Ne  |
| Family Tree Builder                                                                   | 8.2                               | 2016-07-14                       | · (Verze zdarma) | Ne                | Proprietární       | Ano         | Ano     | Wine[b] | Ano     | Ano |
| Family Tree                                                                           | 1.2.1                             | 2013-10-05                       | Ne | Ne                | Proprietární       | Ne          | Ano     | Ne      | ?       | ?   |
| Family Tree Maker                                                                     | 2014, 22.0.0.1345 / 3, 21.2.4.475 | 2014-12-04 (Ukončeno 2015-12-31) | Ne | Ne                | Proprietární       | Ano         | Ano     | Wine[b] | Ano     | Ano |
| GEDitCOM II                                                                           | 2.0                               | 2014-08-17                       | (Shareware - 15 dní zdarma, poté jen pro čtení)                                                                        | Ne                | Proprietární       | Ne          | Ano     | Ne      | ?       | Ano |
| GDS - General Family Documentation System Archivováno 27. 1. 2016 na Wayback Machine. | 7.0.28                            | 2015-03-10                       | · (Shareware - 50 osob zdarma)                                                                                         | Ne                | Proprietární       | Ano         | Ne      | Ne      | Ne      | Ne  |
| Genbox Family History                                                                 | 3.7.1                             | 2007-11-17                       | · (Shareware - 30 dní zdarma)                                                                                          | Ne                | Proprietární       | Ano         | Ne      | Wine[b] | Ne      | Ne  |
| GenealogyJ                                                                            | 3.0                               | 2010-02-18                       | Ano | Ano               | GNU GPL            | Java[a]     | Java[a] | Java[a] | Ne      | Ne  |
| Généatique                                                                            | 2015, 1.1.9.3                     | 2015-04-17                       | · (Shareware - 50 osob zdarma)                                                                                         | Ne                | Proprietární       | Ano         | Ne      | ?       | Ano     | ?   |
| Généator                                                                              | 1.7                               | 2014                             | · (Shareware - 21 dní zdarma)                                                                                          | Ne                | Proprietární       | Ano         | Ne      | ?       | ?       | ?   |
| GenoPro                                                                               | 2011, 2.5.4.1                     | 2012-01-17                       | · (Shareware - 25 osob zdarma)                                                                                         | Ne                | Proprietární       | Ano         | Ne      | Wine[b] | Ne      | Ne  |
| GENP                                                                                  | 5.00                              | 2014-06-18                       | · (Shareware 10 spuštění) · (Limit 9 spuštěných GenBases) · (50 osob zdarma) · (Může být vytvořeno nejvíce 5 GenBases) | Ne                | Proprietární       | Ano         | Ne      | ?       | Ne      | Ne  |
| Gramps                                                                                | 4.2.1                             | 2015-10-12                       | Ano | Ano               | GNU GPL            | Ano         | Ano     | Ano     | Ne      | Ne  |
| Heredis 2015                                                                          | 14.2 (Win) / 3.3.2 (Mac)          | 2015-04-08                       | · (Shareware - 50 osob zdarma)                                                                                         | Ne                | Proprietární       | Ano         | Ano     | Ne      | ?       | Ano |
| Heritio                                                                               | 2.13                              | 2019-08-26                       | · (Shareware - 15 dní zdarma)                                                                                          | Ne                | Proprietární       | Ano         | Ne      | Wine[b] | Ne      | Ne  |
| iFamily for Leopard                                                                   | 2.895                             | 2014-10-18                       | · (Shareware - 16 dní zdarma, bez exportu)                                                                             | Ne                | Proprietární       | Ne          | Ano     | Ne      | ?       | ?   |
| Kith and Kin Pro                                                                      | 3.2.2                             | 2014-02-13                       | · (Shareware - 30 dní zdarma)                                                                                          | Ne                | Shareware          | Ano         | Ne      | Ne      | Ne      | Ne  |
| Legacy Family Tree                                                                    | 8.0.0.532                         | 2015-12-09                       | · (Základní verze) | Ne                | Proprietární       | Ano         | Ne      | Wine[b] | ?       | ?   |
| LifeLines                                                                             | 3.0.62                            | 2007-10-06                       | Ano | Ano               | MIT License        | Ano         | Ano     | Ano     | Ne      | Ne  |
| MacFamilyTree                                                                         | 7.6.2                             | 2015-11-24                       | (Shareware zdarma, ale nelze exportovat ani ukládat)                                                                   | Ne                | Proprietární       | Ne          | Ano     | Ne      | Ne      | Ano |
| My Family Tree                                                                        | 5.0.1.0                           | 2015-12-23                       | Ano | Ne                | Freeware           | Ano         | Ne      | Ne      | ?       | ?   |
| MyBlood                                                                               | 1.31                              | 2010-07-24                       | (Časové omezený Shareware zdarma)                                                                                      | Ne                | Proprietární       | Ano         | Ano     | ?       | ?       | Ano |
| ohmiGene                                                                              | 6.11.5                            | 2014-07-28                       | (limit 509 osob, vodoznak ve zprávách)                                                                                 | Ne                | Proprietární       | Ano         | Ano     | ?       | ?       | ?   |
| Personal Ancestral File                                                               | 5.2.18.0                          | 2002-07-23                       | Ano | Ne                | Proprietární       | Ano         | Ne      | Wine[b] | ?       | ?   |
| Reunion                                                                               | 11.0.6                            | 2015-07-20                       | (demo zdarma, limit 50 osob, bez importu/exportu, vodoznak ve zprávách)                                                | Ne                | Proprietární       | Ne          | Ano     | Ne      | Ne      | Ne  |
| RootsMagic                                                                            | 7.0.8.0                           | 2015-12-01                       | · (Essentials) | Ne                | Proprietární       | Ano         | Ano     | Wine[b] | Ano     | Ano |
| rootsTrust                                                                            | 0.9 beta build 380                | 2015                             | · (beta) | Ne                | Proprietární       | Ano         | Ano     | Ano     | Ne      | Ne  |
| SmartGenealogy                                                                        | 3.0w                              | 2015-03-09                       | Ano | Ano               | Freeware           | Ano         | Ne      | Ne      | ?       | ?   |
| The Master Genealogist                                                                | 9.05.0000                         | 2014-12-03 (Ukončeno 2014-12-31) | · (Shareware - 30 dní zdarma)                                                                                          | Ne                | Proprietární       | Ano         | Ano     | Wine[b] | Ne      | Ne  |

a Používá Java
b Používá Wine
c Používá Metro UI design

## Základní vlastnosti
| Name                        | Zobrazení jednotlivců | Zobrazení rodin | Zobrazení rodokmenu | Chronologické zobrazení | Diagramy předků | Ancestor narrative reports | Rodokmen předků | Diagramy potomků | Záznamy s popisem potomků | Vějířové diagramy | Správce výzkumu | DNA diagramy | Vedení výzkumu | Mapování |
| --------------------------- | --------------------- | --------------- | ------------------- | ----------------------- | --------------- | -------------------------- | --------------- | ---------------- | ------------------------- | ----------------- | --------------- | ------------ | -------------- | -------- |
| Agelong Tree                | Ano                   | Ano             | Ano                 | Ano                     | Ano             | Ano                        | Ano             | Ano              | Ano                       | Ne                | Ano             | Ne           | Ne             | Ano      |
| Ahnenblatt                  | Ano                   | Ano             | Ano                 | Ano                     | Ano             | Ano                        | Ano             | Ano              | Ano                       | Ne                | Ne              | Ne           | Ne             | Ano      |
| Aldfaer                     | Ano                   | Ano             | Ano                 | ?                       | Ano             | Ano                        | Ano             | Ano              | Ano                       | Ano               | Ano             | ?            | Ano            | ?        |
| Ancestral Quest             | Ano                   | Ano             | Ano                 | Ne                      | Ano             | Ano                        | Ano             | Ano              | Ano                       | Ano               | Ano             | Ne           | Ne             | Ano      |
| Ancestris                   | Ano                   | Ano             | Ano                 | Ano                     | Ano             | Ano                        | Ano             | Ano              | Ano                       | Ano               | Ne              | Ne           | Ne             | Ano      |
| Brother's Keeper            | Ano                   | Ano             | Ano                 | ?                       | Ano             | Ano                        | Ano             | Ano              | Ano                       | Ano               | ?               | ?            | Ne             | ?        |
| Family Historian [a]        | Ano                   | Ano             | Ano                 | Ano                     | Ano             | Ano                        | Ano             | Ano              | Ano                       | Ano               | Ne              | Ne           | Ano            | Ano      |
| Family Tree Builder         | Ano                   | Ano             | Ano                 | Ano                     | Ano             | Ano                        | Ano             | Ano              | Ano                       | Ano               | Ano             | Ne           | Ano            | Ano      |
| Family Tree Maker (Windows) | Ano                   | Ano             | Ano                 | Ano                     | Ano             | Ano                        | Ano             | Ano              | Ano                       | Ano               | Ano             | ?            | Ano            | Ano      |
| Family Tree Maker pro Mac   | Ano                   | Ano             | Ano                 | ?                       | Ano             | Ano                        | Ano             | Ano              | Ano                       | Ano               | ?               | ?            | Ne             | Ano      |
| GEDitCOM II                 | Ano                   | Ano             | Ano                 | Ne                      | Ano             | Ano                        | Ano             | Ano              | Ano                       | Ano               | Ano             | Ne           | Ne             | Ano      |
| Genbox Family History       | Ano                   | Ano             | Ano                 | Ano                     | Ano             | Ano                        | Ano             | Ano              | Ano                       | Ano               | Ano             | Ne           | Ne             | Ne       |
| GenealogyJ                  | Ano                   | Ano             | Ano                 | Ano                     | Ano             | Ano                        | Ano             | Ano              | Ano                       | Ano               | Ne              | Ne           | Ne             | Ano      |
| Généatique                  | ?                     | ?               | ?                   | ?                       | ?               | ?                          | ?               | ?                | ?                         | ?                 | ?               | ?            | ?              | ?        |
| GenoPro                     | Ano                   | Ano             | Ano                 | Ne                      | Ano             | Ne                         | Ne              | Ano              | Ano                       | Ano               | ?               | ?            | Ne             | Ano      |
| Gramps                      | Ano                   | Ano             | Ano                 | Ano                     | Ano             | Ano                        | Ano             | Ano              | Ano                       | Ano               | Ano             | Ne           | Ne             | Ano      |
| Heredis                     | Ano                   | Ano             | Ano                 | Ano                     | Ano             | Ano                        | Ano             | Ano              | Ano                       | Ano               | Ne              | Ne           | Ne             | Ano      |
| Heritio                     | Ano                   | Ano             | Ano                 | Ne                      | Ano             | Ne                         | Ano             | Ano              | Ano                       | Ne                | Ne              | Ne           | Ne             | Ne       |
| Legacy Family Tree[b]       | Ano                   | Ano             | Ano                 | Ano                     | Ano             | Ano                        | Ano             | Ano              | Ano                       | Ano               | Ano             | Ano          | Ano            | Ano      |
| LifeLines                   | Ano                   | Ano             | Ano                 | ?                       | ?               | ?                          | ?               | ?                | ?                         | ?                 | ?               | ?            | Ne             | ?        |
| MacFamilyTree               | Ano                   | Ano             | Ano                 | Ano                     | Ano             | Ne                         | Ano             | Ano              | Ne                        | Ano               | Ne              | Ne           | Ne             | Ano      |
| MyBlood                     | Ano                   | Ano             | Ano                 | Ano                     | Ano             | Ne                         | Ne              | Ano              | Ne                        | ?                 | Ne              | Ne           | Ne             | Ano      |
| ohmiGene                    | ?                     | ?               | ?                   | ?                       | ?               | ?                          | ?               | ?                | ?                         | ?                 | ?               | ?            | ?              | ?        |
| Personal Ancestral File     | Ano                   | Ano             | Ano                 | Ne                      | Ano             | Ano                        | Ano             | Ano              | Ano                       | Ne                | Ne              | ?            | Ne             | ?        |
| Reunion                     | Ano                   | Ano             | Ano                 | Ano                     | Ano             | Ano                        | Ano             | Ano              | Ano                       | Ano               | Ne              | Ne           | Ne             | Ano      |
| RootsMagic                  | Ano                   | Ano             | Ano                 | Ano                     | Ano             | Ano                        | Ano             | Ano              | Ano                       | Ano               | Ano             | Ano          | Ano            | Ano      |
| rootsTrust                  | Ano                   | Ano             | Ano                 | Ano                     | Ano             | Ano                        | Ano             | Ano              | Ano                       | Ne                | Ne              | Ne           | Ne             | Ano      |
| SmartGenealogy              | Ano                   | Ano             | Ano                 | ?                       | Ano             | Ano                        | Ano             | Ano              | Ano                       | ?                 | ?               | ?            | Ne             | ?        |
| My Family Tree              | Ano                   | Ano             | Ano                 | Ano                     | Ano             | Ne                         | Ano             | Ano              | Ne                        | Ne                | Ne              | Ne           | Ne             | Ano      |
| The Master Genealogist      | Ano                   | Ano             | Ano                 | Ano                     | Ano             | Ano                        | Ano             | Ano              | Ano                       | Ano               | ?               | ?            | Ne             | ?        |

a Family Historian uživatelé také mohou volitelně instalovat pluginy. Součástí jsou skriptovací nástroje pro automatizaci opakujících se úloh.
b Legacy Family Tree může také uložit výsledky testů DNA a vytisknout hodnoty. V mapování je zahrnuto automatické určení důležitých míst v životě předků.

## Genealogické funkce
| Jméno                       | Podpora Unicode | Single parent family | Stejnopohlavní manželství                         | Svědectví         | Variace jmen | Protichůdné záznamy | Důvěryhodnost zdrojů | Adopce & pěstounství | Nestandardní kalendáře v datových polích |
| --------------------------- | --------------- | -------------------- | ------------------------------------------------- | ----------------- | ------------ | ------------------- | -------------------- | -------------------- | ---------------------------------------- |
| Agelong Tree                | Ano             | Ano                  | Ano                                               | Ano               | Ano          | ?                   | Ano                  | Ano                  | Ano                                      |
| Ahnenblatt                  | Ano             | Ano                  | Ano                                               | Ne                | Ne           | ?                   | Ne                   | Ne                   | Ano                                      |
| Aldfaer                     | ?               | ?                    | ?                                                 | ?                 | ?            | ?                   | ?                    | ?                    | ?                                        |
| Ancestral Quest             | Ano             | ?                    | Ne                                                | ?                 | ?            | ?                   | ?                    | Ano                  | ?                                        |
| Ancestris                   | Ano             | ?                    | Ano                                               | Ano               | Ano          | Ano                 | ?                    | Ano                  | Ano                                      |
| Brother's Keeper            | Ne              | Ano                  | Ano                                               | Ano               | Ano          | ?                   | Ano                  | Ano                  | Ano                                      |
| Family Historian            | Ano             | Ano                  | Ano                                               | Ano               | Ano          | Ano                 | Ano                  | Ano                  | Ano                                      |
| Family Tree Builder         | Ano             | ?                    | Ano                                               | ?                 | ?            | ?                   | ?                    | ?                    | ?                                        |
| Family Tree Maker (Windows) | Ano             | Ano                  | částečně Jeden partner špatně označený            | Ne                | Ano          | Ano                 | Ano                  | Ano                  | Ne                                       |
| Family Tree Maker pro Mac   | Ne              | ?                    | ?                                                 | Ne                | ?            | ?                   | ?                    | ?                    | ?                                        |
| GEDitCOM II                 | Ano             | ?                    | ?                                                 | ?                 | ?            | ?                   | ?                    | ?                    | ?                                        |
| Genbox Family History       | Ano             | ?                    | ?                                                 | ?                 | ?            | ?                   | ?                    | ?                    | ?                                        |
| GenealogyJ                  | Ano             | ?                    | částečně pohlaví jednoho partnera označeno špatně | Ne                | Ano          | Ano                 | ?                    | Ano                  | ?                                        |
| Généatique                  | ?               | ?                    | ?                                                 | Ano               | ?            | ?                   | ?                    | ?                    | ?                                        |
| GenoPro                     | Ano             | ?                    | Ano                                               | ?                 | ?            | ?                   | ?                    | ?                    | ?                                        |
| Gramps                      | Ano             | Ano                  | částečně pohlaví jednoho partnera označeno špatně | Ano               | Ano          | ?                   | ?                    | Ano                  | Ano                                      |
| Heredis                     | Ano             | Ano                  | Ano                                               | Ano               | Ne           | Ano                 | Ano                  | Ano                  | Ano                                      |
| Heritio                     | Ano             | Ano                  | Ano                                               | Ano               | Ano          | Ano                 | Ano                  | Ano                  | Ano                                      |
| Legacy Family Tree[b]       | Ne              | Ano                  | Ne                                                | Ano               | Ano          | Ano                 | Ano                  | Ano                  | ?                                        |
| LifeLines                   | Ano             | ?                    | Ne                                                | ?                 | ?            | ?                   | ?                    | ?                    | ?                                        |
| MacFamilyTree               | Ano             | ?                    | ?                                                 | ?                 | ?            | ?                   | ?                    | ?                    | ?                                        |
| MyBlood                     | Ano             | ?                    | ?                                                 | ?                 | ?            | ?                   | ?                    | ?                    | ?                                        |
| ohmiGene                    | ?               | ?                    | ?                                                 | ?                 | ?            | ?                   | ?                    | ?                    | ?                                        |
| Personal Ancestral File     | Ano             | ?                    | Ne                                                | ?                 | ?            | ?                   | ?                    | ?                    | ?                                        |
| Reunion                     | Ano             | ?                    | Ano                                               | ?                 | ?            | ?                   | ?                    | Ano                  | ?                                        |
| RootsMagic                  | Ano             | ?                    | Ano                                               | · (placená verze) | Ano          | ?                   | Ano                  | Ano                  | Ano                                      |
| rootsTrust                  | Ano             | Ano                  | Ano                                               | Ano               | Ano          | Ano                 | Ano                  | Ano                  | Ano                                      |
| SmartGenealogy              | Ne              | ?                    | ?                                                 | ?                 | ?            | ?                   | ?                    | ?                    | ?                                        |
| My Family Tree              | Ano             | Ano                  | Ano                                               | Ano               | Ano          | Ano                 | Ano                  | Ano                  | Ano                                      |
| The Master Genealogist      | Ne              | Ano                  | Ano                                               | Ano               | Ano          | Ano                 | Ano                  | Ano                  | Ano                                      |

## Jazyky
Dostupné jazyky uživatelského rozhraní

| Name                        | Anglicky | Afrikánsky | Dánsky | Nizozemsky | Francouzsky | Německy | Italsky  | Norsky   | Polsky   | Rusky | Španělsky | Švédsky  |
| --------------------------- | -------- | ---------- | ------ | ---------- | ----------- | ------- | -------- | -------- | -------- | ----- | --------- | -------- |
| Agelong Tree[a]             | Ano      | [b]        | [b]    | Ano        | Ano         | Ano     | Ano      | [b]      | Ano      | Ano   | Ano       | [b]      |
| Ahnenblatt[c]               | Ano      | [b]        | Ano    | Ano        | Ano         | Ano     | Ano      | Ano      | Ano      | Ano   | Ano       | Ano      |
| Aldfaer                     | Ne       | Ne         | Ne     | Ano        | Ne          | Ne      | Ne       | Ne       | Ne       | Ne    | Ne        | Ne       |
| Ancestral Quest[d]          | Ano      | [b]        | Ano    | [b]        | Ano         | Ano     | [b]      | Ano      | [b]      | Ne    | Ano       | částečně |
| Ancestris[e]                | Ano      | Ne         | Ne     | Ano        | Ano         | Ano     | Ano      | Ano      | Ano      | Ne    | Ano       | Ano      |
| Brother's Keeper            | Ano      | Ano        | Ano    | Ano        | Ano         | Ano     | [b]      | Ano      | Ano      | Ano   | [b]       | Ano      |
| Family Historian            | Ano      | Ne         | Ne     | Ne         | Ne          | Ne      | Ne       | Ne       | Ne       | Ne    | Ne        | Ne       |
| Family Tree Builder         | Ano      | Ano        | Ano    | Ano        | Ano         | Ano     | Ano      | Ano      | Ano      | Ano   | Ano       | Ano      |
| Family Tree Maker (Windows) | Ano      | Ne         | Ano    | Ne         | Ne          | Ne      | Ne       | Ne       | Ne       | Ne    | Ne        | Ne       |
| Family Tree Maker pro Mac   | Ano      | Ne         | Ne     | Ne         | Ne          | Ne      | Ne       | Ne       | Ne       | Ne    | Ne        | Ne       |
| GEDitCOM II                 | Ano      | Ne         | Ne     | Ne         | Ano         | Ne      | Ne       | Ne       | Ne       | Ne    | Ano       | Ano      |
| Genbox Family History[f]    | Ano      | Ne         | Ano    | Ano        | Ano         | Ano     | Ano      | částečně | Ano      | Ano   | částečně  | částečně |
| GenealogyJ                  | Ano      | Ne         | Ne     | Ano        | Ano         | Ano     | Ne       | Ne       | Ano      | Ano   | Ano       | Ne       |
| Généatique                  | Ne       | Ne         | Ne     | Ne         | Ano         | Ne      | Ne       | Ne       | Ne       | Ne    | Ne        | Ne       |
| GenoPro[g][h]               | Ano      | Ano        | Ano    | Ano        | Ano         | Ano     | Ano      | Ne       | Ano      | Ano   | Ano       | Ano      |
| Gramps[i]                   | Ano      | Ne         | Ano    | Ano        | Ano         | Ano     | Ano      | Ano      | Ano      | Ano   | Ano       | Ano      |
| Heredis                     | Ano      | Ne         | Ne     | Ne         | Ano         | Ne      | Ne       | Ne       | Ne       | Ne    | Ne        | Ne       |
| Heritio                     | Ano      | Ne         | Ne     | Ne         | Ne          | Ne      | Ne       | Ne       | Ne       | Ne    | Ne        | Ne       |
| Legacy Family Tree          | [j]      | Ano        | Ano    | Ano        | Ano         | Ano     | Ano      | [k]      | Ne       | Ne    | Ano       | Ano      |
| LifeLines                   | Ano      | Ne         | Ano    | Ne         | Ano         | Ano     | Ne       | Ne       | Ne       | Ne    | Ne        | Ano      |
| MacFamilyTree               | Ano      | Ne         | Ano    | Ano        | Ano         | Ano     | Ano      | Ano      | Ano      | Ano   | Ano       | Ano      |
| MyBlood[b]                  | Ano      | Ne         | Ne     | Ano        | Ano         | Ano     | Ne       | Ne       | Ne       | Ne    | Ano       | Ne       |
| ohmiGene                    | Ano      | Ne         | Ne     | Ne         | Ano         | Ne      | Ne       | Ne       | Ne       | Ne    | Ne        | Ne       |
| Personal Ancestral File     | Ano      | Ne         | Ne     | Ne         | Ano         | Ano     | Ne       | Ne       | Ne       | Ne    | Ano       | Ano      |
| Reunion[l]                  | Ano      | Ne         | Ne     | [l]        | [l]         | [l]     | Ne       | [l]      | Ne       | Ne    | Ne        | Ne       |
| My Family Tree[m]           | [n]      | Ne         | Ano    | Ano        | Ano         | Ano     | částečně | Ne       | částečně | Ano   | Ano       | částečně |
| RootsMagic                  | Ano      | Ne         | Ne     | Ne         | Ne          | Ne      | Ne       | Ne       | Ne       | Ne    | Ne        | Ne       |
| rootsTrust                  | Ano      | Ne         | Ne     | Ne         | Ne          | Ne      | Ne       | Ne       | Ne       | Ne    | Ne        | Ne       |
| SmartGenealogy              | Ano      | Ne         | Ne     | Ne         | Ano         | Ne      | Ne       | Ne       | Ne       | Ne    | Ne        | Ne       |
| The Master Genealogist      | [n]      | Ano        | Ano    | Ano        | Ano         | Ano     | částečně | Ano      | [g]      | Ne    | [g]       | Ano      |

a Agelong Tree je k dispozici také v arabštině, arménštině, Bashkir, běloruštině, bulharštině, katalánštině, čínštině, Čerkes, chorvatštině, češtině, estonštině, galicijský, gruzínštině, řecky , maďarštině, lotyštině, litevštině, rumunštině, srbštině, slovenštině, tádžicky, tatarštině, turečtině, Turkmen, ukrajinštině a uzbečtině.
b Mohou být vytvořený dostupnými překladatelskými programy nebo jazykovými soubory.
c Ahnenblattje k dispozici také v chorvatském, českém, estonském, maďarském, portugalském, rumunském a tureckém jazyce.
d Ancestral Questmá také dílčí překlady v čínštině (tradiční) a finštině.
e Ancestris je k dispozici také v portugalštině a řečtině.
f Genbox Family History je k dispozici i ve slovenštině, slovinštině; částečné překlady jsou k dispozici pro češtinu, řečtinu, maďarštinu, litevštinu, portugalštinu, a vietnamštinu.
g mohou být vytvořeny pomocí vestavěných v překladových tabulek.
h GenoProje k dispozici také v arabštině, katalánštině, češtině, estonštině, finštině, řečtině, maďarštině, lotyštině a vietnamštině. Dílčí překlady jsou k dispozici v portugalštině (Brazílie), indonéštině, nizozemštině, hebrejštině, švédštině, portugalštině (Portugalsko), litevštině, turečtině, tradiční čínštině / Tchaj-wan (Big5), albánštině, ukrajinštině, chorvatštině, bulharštině, islandštině, gaelštině, zjednodušené čínštině (Gb3312).
i Grampsje k dispozici také v anglickém, českém, esperanto, finském, řeckém, maďarském, litevském, portugalském (Brazílie), portugalském (Portugalsko), slovenském, slovinském, a ukrajinském jazyku. Dílčí překlady jsou k dispozici v arabštině, bulharštině, čínštině, chorvatštině, vietnamštině, a dalších 11 jazycích přeloženych z méně než 50%.
j Zahrnuje australskou angličtinu, kanadskou angličtinu, britskou angličtinu a americkou angličtinu.
k Zahrnuje Nynorsk a Bokmål.
l angličtina je jediný jazyk oficiálně podporovaný dodavatelem Reunion, ale instrukce pro výrobu překlad jsou zahrnuty, a uživatelé dali k dispozici označené překlady.
m My Family Tree má také kompletní překlady v angličtině (Austrálie), portugalština (Brazílie a Portugalsko) a dílčí překlady v arabštině (Saúdské Arábie), čínštině (tradiční), čínštině (zjednodušená čínština), turečtině, vietnamštině, finštině a Uyghur.
n Zahrnuje britskou angličtinu a americkou angličtinu.